# Ochsenkopf (Silvretta)
Ne doit pas être confondu avec Ochsenkopf.
L'Ochsenkopf est une montagne qui s’élève à 3 057 m d’altitude dans le massif de Silvretta, en Autriche.